# Lonny Baxter
Lonny Leroy Baxter (Silver Spring, Maryland; 27 de enero de 1979) es un exjugador de baloncesto estadounidense que disputó 4 temporadas en la NBA. Ha jugado también en la Superliga de baloncesto de Rusia, en la liga italiana, en la liga griega y en la liga ACB. Con 2,03 metros de altura, lo hacía en la posición de ala-pívot.

## Trayectoria deportiva

### Universidad
Jugó durante cuatro temporadas con los Terrapins de la Universidad de Maryland, en las que promedió 13,5 puntos y 7,2 rebotes por partido. En su segunda temporada en el equipo fue incluido en el mejor quinteto de la Atlantic Coast Conference tras promediar 15,6 puntos y 8,8 rebotes, y liderar la conferencia en rebotes ofensivos, con 3,6.
En 2002, teniendo como compañeros de equipo a Chris Wilcox, Steve Blake o Juan Dixon, se proclamó campeón de la NCAA, tras derrotar a la Universidad de Indiana en la final por 64 a 52.

### Profesional
Fue elegido en la cuadragésimo tercera posición del Draft de la NBA de 2002 por Chicago Bulls, donde en su primera temporada no contó con la confianza de su entrenador, Bill Cartwright, siendo uno de los últimos hombres del banquillo. Jugó en 55 partidos, promediando 4,8 puntos y 3,0 rebotes. Poco tiempo después de comenzada la temporada 2003-04 fue traspasado, junto con Jalen Rose y Donyell Marshall a Toronto Raptors, a cambio de Antonio Davis, Jerome Williams y Chris Jefferies.
En el equipo canadiense siguió con el mismo guion: pocos minutos en pista y unas pobres estadísticas, 4,2 puntos y 3,4 rebotes en los 36 partidos que disputó, antes de ser despedido y fichar por los Washington Wizards. En la capital tampoco tuvo continuidad, acabando la temporada jugando con los Yakima Sun Kings de la CBA.
Al año siguiente fue incluido en el draft de expansión tras la llegada a la liga de nuevos equipos, siendo elegido por los Charlotte Bobcats. Pero no llega a debutar en el equipo, convirtiéndose en agente libre, llegando a firmar con Atlanta Hawks, que se deshizo de él antes del comienzo de la temporada, y finalmente con New Orleans Hornets, donde tras disputar tan sólo 4 partidos en los que promedió 1,5 puntos y 2,0 rebotes, fue nuevamente cortado.
Tras verse nuevamente sin equipo, en enero de 2005 aceptó la apuesta personal de Željko Obradović, entonces entrenador del Panathinaikos de la liga griega. Su primer año en Europa no fue precisamente brillante, acabando con unas pobres estadísticas de 4,3 puntos y 2,1 rebotes por partido, pero al menos sirvió para engordar su curriculum, consiguiendo ganar en la misma temporada la liga y la copa de Grecia.
Regresó a su país para fichar por una temporada por Houston Rockets, pero mediada la misma fue traspasado a Charlotte Bobcats a cambio de Keith Bogans, donde no fue renovado al término de su contrato. Regresó a Europa, fichando por el Montepaschi Siena de la liga italiana, donde sus estadísticas subieron hasta los 7,6 puntos y 4,2 rebotes por partido, ayudando al equipo a conquistar el Scudetto. Al año siguiente ficha por el DKV Joventut de la liga ACB española, pero tras nueve partidos en los que apenas promedió 2,1 puntos, fue nuevamente despedido.
Tras ese nuevo traspiés, ficha por el Panionios de la A1 Ethniki, donde por fin vuelve a sus estadísticas de la universidad, promediando 12,4 puntos y 5,9 rebotes en 2009, en su segunda temporada en el equipo. En julio de 2009 fichó por el Beşiktaş de la liga turca. Jugó posteriormente en el Enisey Krasnoyarsk ruso y en el Guaiqueríes de Margarita venezolano antes de retirarse definitivamente en 2013.

## Estadísticas de su carrera en la NBA

### Temporada regular
| Temporada | Edad | Equipo              | Liga | P   | TIT | MIN  | TC  | TCA | %TC  | 3P  | 3PA | %3P   | TL  | TLA | %TL  | R.OF. | R.DEF. | REB | ASIS | ROB | TAP | PER | FP  | PTS |
| 2002-03   | 24   | Chicago Bulls       | NBA  | 55  | 0   | 12.4 | 1.7 | 3.7 | .466 | 0.0 | 0.0 | .000  | 1.3 | 1.9 | .680 | 1.2   | 1.8    | 3.0 | 0.3  | 0.2 | 0.4 | 0.8 | 2.5 | 4.8 |
| 2003-04   | 25   | TOTAL               | NBA  | 62  | 5   | 12.4 | 1.7 | 3.4 | .493 | 0.0 | 0.0 | .333  | 0.7 | 1.2 | .579 | 1.0   | 2.0    | 3.0 | 0.3  | 0.3 | 0.5 | 0.6 | 2.0 | 4.0 |
| 2003-04   | 25   | Chicago Bulls       | NBA  | 14  | 1   | 10.5 | 1.9 | 3.5 | .551 | 0.1 | 0.1 | 1.000 | 0.4 | 0.6 | .625 | 0.8   | 1.7    | 2.5 | 0.4  | 0.1 | 0.4 | 0.8 | 2.2 | 4.3 |
| 2003-04   | 25   | Toronto Raptors     | NBA  | 36  | 4   | 13.5 | 1.7 | 3.6 | .469 | 0.0 | 0.0 | .000  | 0.8 | 1.6 | .536 | 1.2   | 2.2    | 3.4 | 0.3  | 0.4 | 0.5 | 0.6 | 1.9 | 4.2 |
| 2003-04   | 25   | Washington Wizards  | NBA  | 12  | 0   | 11.0 | 1.3 | 2.7 | .500 | 0.0 | 0.1 | .000  | 0.8 | 1.0 | .750 | 0.9   | 1.7    | 2.6 | 0.4  | 0.2 | 0.4 | 0.4 | 1.9 | 3.4 |
| 2004-05   | 26   | New Orleans Hornets | NBA  | 4   | 0   | 9.0  | 0.8 | 2.8 | .273 | 0.0 | 0.0 |       | 0.0 | 0.5 | .000 | 1.0   | 1.0    | 2.0 | 0.0  | 0.0 | 0.0 | 1.0 | 2.5 | 1.5 |
| 2005-06   | 27   | TOTAL               | NBA  | 41  | 0   | 9.8  | 1.1 | 2.5 | .433 | 0.0 | 0.0 |       | 0.7 | 0.9 | .800 | 1.1   | 1.8    | 2.9 | 0.1  | 0.3 | 0.2 | 0.5 | 1.4 | 2.9 |
| 2005-06   | 27   | Houston Rockets     | NBA  | 23  | 0   | 12.2 | 1.4 | 3.1 | .458 | 0.0 | 0.0 |       | 0.7 | 0.8 | .842 | 1.7   | 2.0    | 3.7 | 0.1  | 0.4 | 0.3 | 0.6 | 2.1 | 3.6 |
| 2005-06   | 27   | Charlotte Bobcats   | NBA  | 18  | 0   | 6.6  | 0.7 | 1.8 | .375 | 0.0 | 0.0 |       | 0.7 | 0.9 | .750 | 0.4   | 1.4    | 1.8 | 0.1  | 0.1 | 0.1 | 0.4 | 0.4 | 2.0 |
| Total     |      |                     | NBA  | 162 | 5   | 11.6 | 1.5 | 3.3 | .466 | 0.0 | 0.0 | .200  | 0.9 | 1.3 | .657 | 1.1   | 1.8    | 2.9 | 0.2  | 0.2 | 0.4 | 0.7 | 2.0 | 3.9 |